# Ständig representation
Ständig representation är en diplomatisk beskickning på regeringsnivå. Medan fullvärdiga diplomatiska relationer innebär en utväxling och ackreditering av representanter mellan statschefer, exempelvis genom utbyte av ambassadörer, är ett ständigt sändebud en officiellt ackrediterad representant från ett lands regering till exempelvis en mellanstatlig organisation eller till ett annat lands regering.
Skälet till att diplomatiska relationer på regeringsnivå används kan vara att det inte är möjligt att upprätta fulla diplomatiska förbindelser. Mellanstatliga organisationer som Förenta nationerna, Europeiska unionen och Nato utgör inte statsbildningar, men är tillräckligt betydelsefulla för många länder att hålla en ständig diplomatisk närvaro på motsvarande sätt som man skulle göra till en främmande stat. Samväldesrikena är exempel på olika länder som har samma statschef, men som istället utväxlar diplomatiska representanter på regeringsnivå, kallade High Commissioner.
Länder som av någon anledning inte ger varandra fullständigt politiskt erkännande kan ibland välja att utväxla officiella diplomatiska representanter på regeringsnivå. Västtyskland och Östtyskland utbytte från 1974  till 1990 ständiga representanter till följd av grundfördraget, som även om man inte erkände varandras suveränitetsanspråk fortfarande innebar ett slags de facto erkännande.
Länder utan fullständigt internationellt erkännande kan ibland välja att etablera en inofficiell diplomatisk närvaro genom representationskontor.